# Intel486 OverDrive

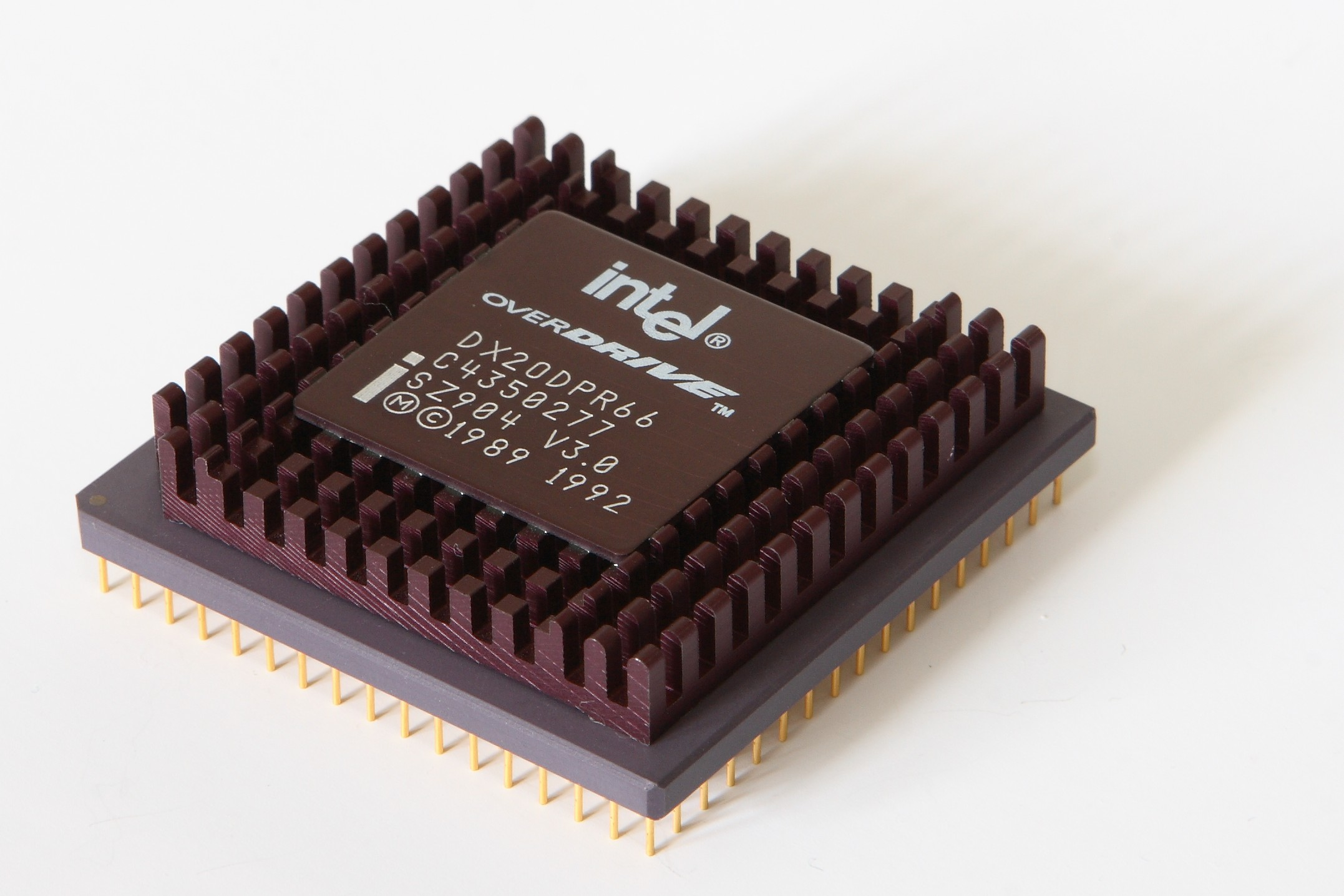
Intel DX2-66 МГц OverDrive

Intel 486 OverDrive (кодовое название P23T) — микропроцессор, предназначенный для модернизации систем на базе микропроцессоров Intel 80486, чаще всего i486SX (то есть процессоров, у которых неисправен встроенный математический сопроцессор, ввиду чего предусматривалась установка внешнего сопроцессора i487 в специальный разъём на материнской плате).

## Основные сведения
В системных платах под i486SX для настольных систем иногда устанавливалось два процессорных разъёма. Второй был предназначен для установки математического сопроцессора i487 или процессора OverDrive. При этом i487 добавлял аппаратную поддержку вычислений с плавающей точкой, а OverDrive кроме этого повышал производительность системы до уровня процессора DX2 соответствующей частоты. На практике данная технология широкого распространения не получила.
Процессоры Intel 486 OverDrive обычно обладали качественно лучшими характеристиками, нежели «обычные» процессоры 486 того же поколения. Основные преимущества процессоров Intel 486 OverDrive:
- процессоры OverDrive содержали встроенные регуляторы напряжения;
- поддерживали кэш с обратной записью (англ. write-back cache) вместо кэша со сквозной записью (англ. write-through cache);
- имели несъёмный радиатор и были способны работать без принудительного воздушного охлаждения.

| Процессор     | Код                   | Кол-во выводов | Тип разъёма           | Напряжение питания, В | Предназначение |
| ------------- | --------------------- | -------------- | --------------------- | --------------------- | --- |
| DX4 OverDrive | DX4ODP75, DX4ODPR75   | 169, 168       | Socket 1 или Socket 2 | 3,3                   | Модернизация систем на базе 486DX 25 МГц и 486SX 16/20/25 МГц до 75 МГц                                           |
| DX4 OverDrive | DX4ODP100, DX4ODPR100 | 169, 168       | Socket 1 или Socket 2 | 3,3                   | Модернизация систем на базе 486DX и SX 33 МГц до 100 МГц                                                          |
| DX2 OverDrive | DX2ODP50, DX2ODPR50   | 169, 168       | Socket 1 или Socket 2 | 5                     | Модернизация систем на базе 486DX 25 МГц до 50 МГц Модернизация систем на базе 486SX 16/20/25 MГц до 32/40/50 МГц |
| DX2 OverDrive | DX2ODP66, DX2ODPR66   | 169, 168       | Socket 1 или Socket 2 | 5                     | Модернизация систем на базе 486DX и SX 33 МГц до 66 МГц                                                           |
| SX2 OverDrive | SX2ODP50, SXODPR50    | 169            | Socket 1 или Socket 2 | 5                     | Модернизация систем на базе 486SX 16/20/25 МГц до 32/40/50 МГц                                                    |